# James Rolph
James Rolph, Jr., född 23 augusti 1869 i San Francisco, död 2 juni 1934 i Santa Clara County, Kalifornien var en amerikansk republikansk politiker. Han var borgmästare i San Francisco 1912-1931 och Kaliforniens guvernör från 6 januari 1931 fram till sin död.
Som borgmästare blev han känd som "Sunny Jim". Hans kampanjlåt var There Are Smiles That Make You Happy.
Som guvernör kallades han "Governor Lynch" efter att han 1933 lovordade en offentlig lynchning i San Jose, Kalifornien och lovade att benåda alla inblandade. En stor folkmassa kidnappade 27 november 1933 två mördare som hade erkänt sitt brott i polisförhör. Brooke Harts mördare hängdes i en park. Guvernör Rolph hade vägrat att skicka in nationalgardet för att beskydda de två mördarna.